# Home Free
Home Free is het debuutmuziekalbum van Dan Fogelberg. Fogelberg had een dermate afwijkende (dragende) stem, dat hij opviel binnen de toenmalige popmuziek binnen het genre singer-songwriter. Fogelberg staat als indiaan afgebeeld op de hoes. Het album is opgenomen in de Quadraphonic Soundstudios te Nashville (Tennessee). Het is niet bekend of er destijds inderdaad een quadrafonische elpee is uitgegeven. Home Free werd pas later uitgebracht in Nederland (in verband met het album Nether Lands).

## Musici
- Dan Fogelberg –zang, gitaar, toetsen;
- Norbert Putnam – basgitaar, cello;
- Kenney (Buffalo) Buttrey – slagwerk;
- Weldon Myrick – pedalsteel-gitaar;
- Farrell Morris – percussie;
- David Bridge – piano op enkele tracks.

## Composities
1. To the morning
2. Stars
3. More than ever
4. Be on your way
5. Hickory Grove
6. Long way home (live in the country)
7. Looking for a lady
8. Anyway I love you
9. Wysteria
10. The river